# Sistrans
Sistrans est une commune autrichienne du district d'Innsbruck-Land dans le Tyrol.